# Вер, Обри де, 20-й граф Оксфорд
Обри де Вер (англ. Aubrey de Vere; 28 февраля 1627 — 12 марта 1703) — английский аристократ, 20-й граф Оксфорд с 1632 года, кавалер ордена Подвязки, член Тайного совета. Не оставил законного потомства и стал последним представителем древнего рода.

## Биография
Обри де Вер был сыном Роберта де Вера, 19-го графа Оксфорда, и его жены Беатрисы ван Хемменд. Он родился в 1627 году, а в 1632, после гибели отца, унаследовал семейные владения и занял место в Палате лордов как 20-й граф Оксфорд. Обри воспитывался у материнской родни во Фрисландии, до заключения Вестфальского мира в 1648 году служил в английском пехотном полку на голландской службе. Позже он вернулся в Англию. Известно, что в апреле 1651 года граф поссорился с Робертом Сидни, подполковником своего полка, и друзья с трудом предотвратили дуэль. У республиканского режима де Вер был на плохом счету: его подозревали в роялизме и в причастности к заговорам. В 1651 году парламент конфисковал имущество графа, 20 июня 1654 года де Вер оказался в Тауэре из-за подозрений в заговоре против лорда-протектора, но перед судом не предстал и вскоре получил свободу. В сентябре 1656 года считалось, что граф может возглавить войско роялистов накануне высадки Карла II; в 1657 году его выбрали своим командиром заговорщики, планировавшие занять Лондон. 13 августа 1659 года де Вера арестовали из-за подозрений в причастности к восстанию сэра Джорджа Бута, но вскоре отпустили.
Оксфорд был одним из шести лордов, которые вместе с двенадцатью простолюдинами подали Карлу II в Гааге 3 мая 1660 года прошение о возвращении в Англию (3 мая 1660 года). Он вернулся на родину с королём, 1 июня того же года стал кавалером ордена Подвязки, а вскоре после этого — лордом-лейтенантом Эссекса и главным судьей лесов к югу от Трента. Сэр Обри претендовал и на должность лорда-камергера, которая прежде наследовалась де Верами, но король предоставил её графу Линдси. На коронации Карла II де Вер нёс государственный меч, как и при коронации трех последующих монархов.
29 августа 1661 года граф был назначен командиром полка, получившего в связи с этим название «Оксфордские голубые». Во время войны с Голландией он руководил подготовкой к отражению возможного вражеского десанта в Эссексе. В 1669—1679 и с 1681 года сэр Обри заседал в Тайном совете, в 1678 году он стал генерал-лейтенантом и лордом опочивальни. При Якове II, несмотря на финансовую зависимость от короны, граф постепенно перешёл в оппозицию. В 1688 году он поддержал Вильгельма Оранского, захватившего престол в ходе «Славной революции». В 1690 году сэр Обри присутствовал при битве на реке Бойн в Ирландии.
В палате лордов граф действовал, как правило, в союзе с вигами. В 1700—1701 годах он был спикером палаты. Сэр Обри умер 13 марта 1703 года.

## Семья и наследство
Сэр Обри был дважды женат: на Энн Бейнинг, дочери Пола Бейнинга, виконта Бейнинга (с 1647 года), и на Диане Кирк, дочери Джорджа Кирка, с 1673 года. Первый брак остался бездетным. Вторая жена родила графу сына и трёх дочерей: Маргарет, Генриетту, Диану. До взрослых лет дожила только Диана (умерла в 1742), жена Чарльза Боклера, 1-го герцога Сент-Олбанса. Так как сэр Обри не оставил мужского потомства, он стал последним графом Оксфордом: этот титул вернулся короне после того, как им пять с лишним веков владели де Веры. Третий сын Дианы, Вер Боклер, в 1750 году получил в память о своём происхождении титул барона Вера.